# Epicepon japonicum
Epicepon japonicum är en kräftdjursart som beskrevs av Hugo Frederik Nierstrasz och Brender a Brandis 1931. Epicepon japonicum ingår i släktet Epicepon och familjen Bopyridae. Inga underarter finns listade i Catalogue of Life.